# Vlagyimir Ivanovics Szavcsenko
Vlagyimir Ivanovics Szavcsenko (oroszul: Владимир Иванович Савченко, Poltava, 1933. február 5. – Kijev, 2005. január 21.) ukrán származású szovjet szovjet sci-fi-szerző.

## Élete
Mérnökként diplomázott. 1955-ben jelent meg első műve a Навстречу звездам.

## Munkássága
- Вторая экспедиция на Странную планету (1960)
- Открытие себя (1967)
- Тупик (1972)
- Алгоритм успеха (1983)
- За перевалом (1984)
- Похитители сутей (1988)
- Вселяне: Должность во Вселенной (1992)
- Bремя больших отрицаний (2002)

## Magyarul
- Monomah sapkája. Tudományos fantasztikus regény; ford. Barta Gábor, utószó Kuczka Péter; Kozmosz Könyvek, Bp., 1983 (Kozmosz fantasztikus könyvek)
- Fiatal Oroszország. Fejezetek Nyikolaj Csernisevszkij életéből; ford. Ratzky Rita; Kossuth–Kárpáti, Bp.–Uzsgorod, 1985

## Díjai
- 2003 Aelita-díj

## Fordítás
- Ez a szócikk részben vagy egészben  a(z)   Савченко, Владимир Иванович című orosz Wikipédia-szócikk fordításán alapul.  Az eredeti cikk szerkesztőit annak laptörténete sorolja fel. Ez a jelzés csupán a megfogalmazás eredetét és a szerzői jogokat jelzi, nem szolgál a cikkben szereplő információk forrásmegjelöléseként.